# فهرست کشورهای فراقاره‌ای

نقشه کشورهای در گستره بیش از یک قاره (فراقاره‌ای)
کشورهای فراقاره‌ای با خاک اصلی
کشورهای فراقاره‌ای با خاک برون بومی
کشورهایی که وضعیت آن‌ها بستگی به وضعیت قانونی ادعاهای آن‌ها یا تعریف مرزهای قاره‌ای دارد

کشورهای چندقاره‌ای یا سرزمین‌های فراقاره‌ای به کشورهایی گفته می‌شوند که بخشی از خاک آن‌ها در یک قاره و بخش دیگر در قاره دیگر قرار دارد. مثل ترکیه که بیش از ۷۰٪ خاک آن جزو آسیا و مابقی آن در اروپا قرار دارد.
فهرست زیر فهرست کشورهایی است که گستره آن‌ها در بیش از یک قاره است. البته ممکن است تعریف‌های متفاوتی از قاره (از دیدگاه‌های مختلفی نظیر سیاسی، جغرافیایی و …) وجود داشته باشد. کشورهای جزیره‌ای که با تعریف فراقاره‌ای مطابقت داشته باشند زیاد هستند اما در خشکی کمتر کشوری را می‌توان فراقاره‌ای نامید، اکثراً چنین کشورهایی را در مرز اروپا و آسیا می‌توان یافت که ترکیه نمونه بارز آن است.
جیبوتی کوچک ترین کشور فراقاره ای جهان است که در شاخ آفریقا تقریباً بین شرقی ترین نقطه قاره آفریقا و غربی ترین نقطه آسیا جای دارد. بزرگترین کشور فراقاره ای جهان، روسیه است که بخش اعظم آن در قاره آسیا و بخش غربی آن عمدتاً در اروپا جای دارد. این کشور خود را جزو اروپا می داند و رسماً نیز از این قاره محسوب می شود. وجود پایتخت آن یعنی شهر مسکو در قاره اروپا این باور را تقویت می کند.
مناقشات در مرز اروپا و آسیا همیشه زیاد بوده‌است و کمتر توافقنامه‌ای را می‌توان یافت که تا سده بیستم میلادی ثابت مانده باشد. اکنون بیشترین توافقنامه‌های مقبول رشته‌کوه قفقاز، رشته‌کوه اورال و رود اورال را به عنوان مرز معرفی می‌کنند.

## خاک اصلی

### آفریقا و آسیا

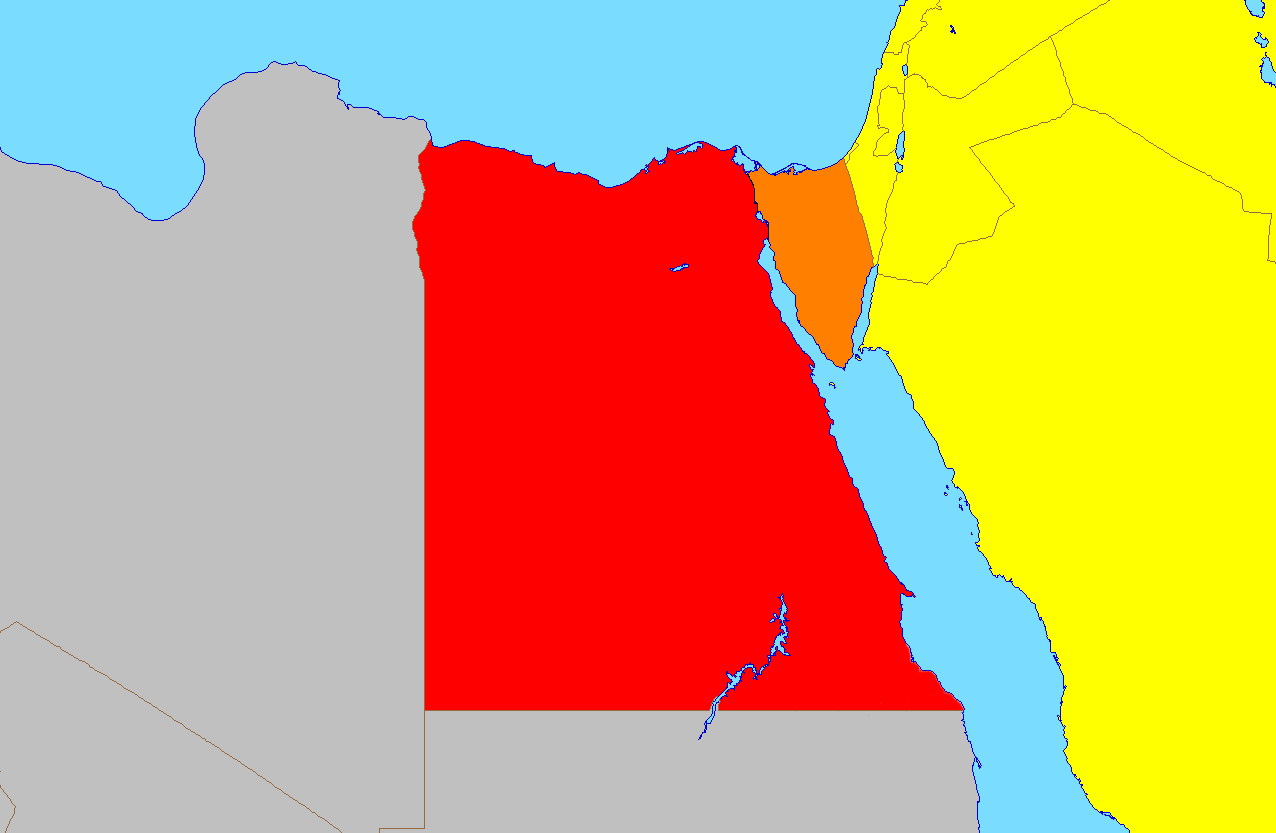
بخش آفریقایی مصر
بخش آسیایی مصر
آفریقا
آسیا

#### مصر
شبه جزیره سینا که به وسیله کانال سوئز از قسمت آفریقایی مصر جدا گشته به عنوان بخش آسیایی مصر شناخته می‌شود.

### آسیا و اروپا

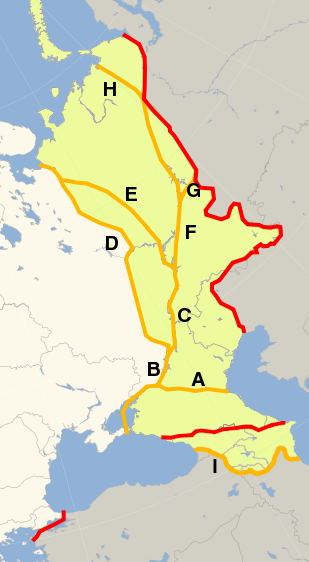
تغییرات مرز آسیا و اروپا بین قرن‌های ۱۸ تا ۱۹ میلادی
اروپا
آسیا
مناطقی که بین دو قاره جابجا شده‌اند

بیشترین جابجایی مرز بین قاره‌ای بین آسیا و اروپا بوده‌است. از اواخر قرن نوزدهم، مرز قفقاز-اورال تقریباً به‌طور جهانی پذیرفته شده‌است. باتوجه به قرارداد کنونی، استاندارد این مرز از دریای اژه، تنگه ترکیه، دریای سیاه، در امتداد حوضه قفقاز بزرگ، قسمت شمال غربی دریای خزر و در امتداد رود اورال و کوه‌های اورال به اقیانوس منجمد شمالی است.

#### روسیه
قسمت زیادی از خاک این کشور در بخش آسیایی آن قرار دارد ولی بسیاری از شهرهای مهم آن نظیر پایتخت آن مسکو، در بخش اروپایی روسیه واقع شده‌است. همچنین کالینینگراد که برون بوم کشور روسیه است در اروپا قرار دارد.

#### ترکیه
کشوری اوراسیایی است که بخش بزرگ کشور یعنی آناتولی یا آسیای کوچک در جنوب باختر آسیا و خاورمیانه واقع است و بخش کوچکی نیز به نام تراکیه در منطقهٔ بالکان (منطقه‌ای در جنوب خاور اروپا) قرار دارد.
بخش غربی استانبول در قاره اروپا (شبه جزیره تراکیه) و بخش شرقی آن در آسیا (شبه جزیره آناتولی) واقع است.

#### آذربایجان
آذربایجان از لحاظ جغرافیایی فقط بخش شمالی آن در اروپا قراردارد، ولی از نظر تقسیمات سیاسی جزئی از قاره اروپا می‌باشد.

#### قزاقستان
این کشور که در مرکز آسیا قرار دارد ولی بخش غربی رود اورال در اروپا قراردارد و می‌توان آن را جزء کشورهای فراقاره‌ای نامید.

#### گرجستان
گرجستان کشوری است در منطقهٔ قفقاز اوراسیا. این کشور در سرحد آسیای غربی و اروپای شرقی قرار دارد، به همین دلیل می‌توان آن را جزء کشورهای فراقاره‌ای نامید.

### آمریکای شمالی و جنوبی

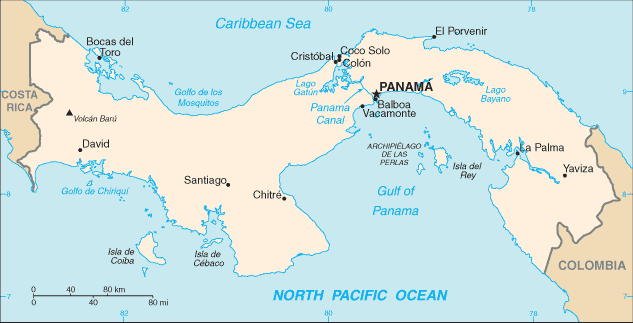
باریکه پاناما

#### پاناما
بخش جنوبی کانال پاناما را جزء آمریکای جنوبی می‌دانند و بخش شمالی آن را جزء آمریکای شمالی می‌دانند.

## خاک برون بومی

### آسیا و اروپا

#### یونان
یونان شامل تعدادی جزیره در ساحل آسیای صغیر مانند رودس، جزیره کوس، ساموس، خیوس و لسبوس است.

#### بریتانیا
جزایر بریتانیا خود در اروپا قراردارد، ولی آکراتاری و داکیلیا و قلمرو اقیانوس هند بریتانیا که بخشی از سرزمین‌های فرادریایی بریتانیا هستند در آسیا قرارگرفته‌اند.

### آسیا و آفریقا

#### یمن
خاک اصلی این کشور در شبه‌جزیره عربستان در قاره آسیا قرار دارد، با این حال جزایر سقطری به شاخ آفریقا بسیار نزدیک است.

### آسیا و اقیانوسیه

#### اندونزی
اندونزی با در اختیار داشتن گینه نو غربی در ملانزی یک کشور آسیایی و اقیانوسیه‌ای محسوب می‌شود.

#### پاپوآ گینه نو
جزیره گینه نو جزیره‌ای است که بخش شرقی آن در کنترل پاپوآ گینه نو و بخش غربی آن در کنترل اندونزی است. اندونزی کشوری آسیایی است و پاپوآ گینه نو خود را کشوری اقیانوسیه‌ای می‌داند، پس به همین دلیل فراقاره‌ای بودن این کشور به تعریف‌های مرز قاره‌ای بستگی دارد.

#### استرالیا
سرزمین اصلی استرالیا در اقیانوسیه قرارگرفته‌است، ولی جزیره کریسمس و جزایر کوکوس از نظر موقعیت جغرافیایی و مکانی در قارهٔ آسیا قرار دارند.

#### ژاپن
جزایر ژاپن خود در آسیا قرارگرفته‌است، ولی جزایر اوگاساوارا که بخشی از این کشور است در اقیانوسیه قرارگرفته.

### اروپا و آفریقا

#### اسپانیا
سرزمین اصلی اسپانیا در اروپا قراردارد، ولی جزایر قناری در سواحل آفریقایی اقیانوس اطلس و دو شهر خودمختار سئوتا و ملیلیه در آفریقای شمالی قرارگرفته.

#### ایتالیا
ایتالیا دارای جزایر در جنوب سیسیل است، که از لحاظ جغرافیایی به خاطر نزدیکی آن‌ها به تونس جزئی از قاره آفریقا هستند. مانند پانتلریا و جزیره‌های پلاجیه.
با این حال این جزایر از لحاظ سیاسی بخشی از اروپا به‌شمار می‌روند.

#### پرتغال
بخش اصلی پرتغال در قاره اروپا قرارگرفته‌است، ولی جزایر مادیرا در سواحل آفریقایی اقیانوس اطلس قرارگرفته.

#### بریتانیا
جزایر بریتانیا خود در قاره اروپا قرار دارد، ولی
سنت هلنا، اسنشن و تریستان دا کونا که شامل جزیره سنت هلن، جزیره اسنشن و تریستان دا کونا است و بخشی از سرزمین‌های فرادریایی بریتانیاست در آفریقا قرارگرفته.

#### فرانسه
سرزمین اصلی فرانسه در اروپا قراردارد، ولی مناطق مسکونی رئونیون و مایوت به عنوان ناحیه فرادریایی فرانسه و بخشی از مناطق غیرمسکونی سرزمین‌های جنوبی فرانسه در آفریقا قرارگرفته‌اند.

### اروپا و آمریکای شمالی

#### بریتانیا
جزایر بریتانیا خود در اروپا قراردارد، ولی
برمودا که بخشی از سرزمین‌های فرادریایی بریتانیاست در آمریکای شمالی قرارگرفته.

#### دانمارک
خاک اصلی دانمارک و جزایر فارو در اروپا قرارگرفته‌اند ولی جزیره گرینلند در آمریکای شمالی قراردارد.

#### فرانسه
خاک اصلی فرانسه در اروپا قراردارد، ولی سنت پیر و ماژلان به عنوان مجموعه فرادریایی فرانسه در آمریکای شمالی قراردارد.

### اروپا و آمریکای جنوبی

#### بریتانیا
جزایر بریتانیا خود در اروپا قراردارد، ولی
جزایر فالکلند که بخشی از سرزمین‌های فرادریایی بریتانیاست در آمریکای جنوبی قرارگرفته.

#### فرانسه
خاک اصلی فرانسه در اروپا قراردارد، ولی گویان فرانسه به عنوان ناحیه فرادریایی فرانسه در آمریکای جنوبی قرارگرفته‌است.

### اروپا و کارائیب

#### بریتانیا
جزایر بریتانیا خود در اروپا قراردارد، ولی بخشی از سرزمین‌های فرادریایی بریتانیا مانند جزایر تورکس و کایکوس، جزایر کیمن، جزایر ویرجین بریتانیا، آنگویلا و مونتسرات در کارائیب قرارگرفته‌اند.

#### پادشاهی هلند
این پادشاهی از چهار بخش تشکیل شده‌است، این چهار بخش هلند، کوراسائو، آروبا و سینت مارتن اند. به جز هلند باقی بخش‌ها در کارائیب قرارگرفته‌اند.

#### فرانسه
خاک اصلی فرانسه در اروپا قراردارد، ولی سنت مارتین فرانسه و سنت بارثلمی به عنوان مجموعه فرادریایی فرانسه و جزیره گوادلوپ و مارتینیک به عنوان ناحیه فرادریایی فرانسه در کارائیب قرارگرفته‌اند.

### اروپا و اقیانوسیه

#### بریتانیا
جزایر بریتانیا خود در اروپا قراردارد، ولی
جزایر پیت‌کرن که بخشی از سرزمین‌های فرادریایی بریتانیاست در اقیانوسیه قرارگرفته.

#### فرانسه
خاک اصلی فرانسه در اروپا قراردارد، ولی پلی‌نزی فرانسه و کالدونیای جدید به عنوان کشور فرادریایی فرانسه و والیس و فوتونا به عنوان مجموعه فرادریایی فرانسه در اقیانوسیه قرارگرفته‌اند.

### آمریکای شمالی و آمریکای جنوبی

#### کلمبیا
خاک اصلی این کشور در آمریکای جنوبی قرارگرفته‌است، ولی مجمع‌الجزایر سن آندرس، پروویدنسیا و سانتا کاتالینا در آمریکای شمالی قراردارد.

#### ونزوئلا
خاک اصلی این کشور در آمریکای جنوبی قرارگرفته‌است، ولی جزیره پرندگان در آمریکای شمالی قراردارد.

### آمریکای شمالی و اقیانوسیه

#### ایالات متحده آمریکا
سرزمین اصلی ایالات متحده آمریکا و آلاسکا در آمریکای شمالی قراردارند، ولی جزایر هاوائی و ساموآی آمریکا، جزایر ماریانای شمالی، جزیره گوآم و جزایر کوچک حاشیه‌ای (به جز جزیره ناواسا) در اقیانوسیه قرارگرفته‌اند.

### آمریکای جنوبی و اقیانوسیه

#### شیلی
خاک اصلی شیلی در آمریکای جنوبی قرارگرفته‌است، ولی جزیره ایستر و جزیره سالای گومز به عنوان شرقی‌ترین نقطه مثلث پلی‌نزی که در اقیانوسیه است، قرارگرفته‌اند.

### جنوبگان

نقشه ادعاهای ارضی در جنوبگان با توجه به سیستم پیمان جنوبگان:
بریتانیا
نیوزیلند
فرانسه
استرالیا
نروژ
شیلی
آرژانتین
سرزمین ماری برد

بر اساس سیستم پیمان جنوبگان، سراسر این قاره تنها منطقه‌ای برای پژوهش علمی است و هر گونه کنش نظامی و ادعای مالکیت در آن ممنوع است. ولی هم‌اکنون ۷ کشور بر مناطقی از این قاره ادعای مالکیت دارند. بر همین اساس می‌توان آن‌ها را کشور فراقاره‌ای نامید.

#### بریتانیا
قلمرو بریتانیایی جنوبگان قلمروی مورد ادعای بریتانیا در جنوبگان است، این سرزمین محدوده‌ای میان ۲۰ درجه شرقی تا ۸۰ درجه شرقی و از قطب جنوب (۹۰ درجه جنوبی) تا ۶۰ درجه جنوبی ادامه می‌یابد.
این سرزمین در سال ۱۹۰۸ میلادی تحت ادعای مالکیت بریتانیا قرار گرفت و تا سال ۱۹۶۲ میلادی به‌عنوان جزئی از جزایر فالکلند اداره می‌شد. در ۳ مارس ۱۹۶۲ میلادی «قلمرو بریتانیایی جنوبگان» از به‌هم پیوستن چندین جزیره و شبه جزیره در قطب جنوب تشکیل شد.

#### نیوزیلند
قلمرو وابسته راس بخش مورد ادعای نیوزیلند از جنوبگان است که به صورت یک قطاع دایره از قطب جنوب آغاز شده و در امتداد نصف‌النهار ۱۶۰ درجه شرقی تا نصف‌النهار ۱۵۰ درجه غربی تا مدار ۶۰ درجه جنوبی ادامه دارد.

#### فرانسه
سرزمین اَدِلی منطقه مورد ادعای فرانسه است که در میان طول جغرافیایی ۱۳۶ درجه تا ۱۴۲ درجه شرقی و عرض جغرافیایی ۶۷ درجه جنوبی تا قطب جنوب (۹۰ درجه جنوبی) قرارگرفته‌است.

#### استرالیا
قلمرو جنوبگان استرالیا بخش مورد ادعای استرالیا است که شامل دو بخش است، یکی محدوده‌ای میان ۱۶۰ درجه شرقی تا ۱۴۲ درجه و ۲ دقیقه شرقی و یکی دیگر بخشی بین ۱۳۶ درجه و ۱۱ دقیقه شرقی تا ۴۴ درجه و ۳۸ دقیقه شرقی است. عرض جغرافیایی این دو سرزمین از قطب جنوب (۹۰ درجه جنوبی) تا مدار ۶۰ درجه جنوبی است.

#### نروژ
سرزمین شهبانو ماود بخش مورد ادعای نروژ است که میان طول جغرافیایی ۲۰ درجه غربی و ۴۵ درجه شرقی قرار گرفته، ولی مرزهای عرض جغرافیایی این قلمرو به صورت دقیق مشخص نشده‌اند.
جزیره پتر یکم و جزیره بووه دو جزیره جنوبگانی این کشور هستند، ولی جزیره بووه شامل پیمان جنوبگان قرار نمی‌گیرد.

#### شیلی
قلمرو جنوبگان شیلی بخش مورد ادعای شیلی است که محدوده‌ای میان طول جغرافیایی ۵۳ تا ۹۰ درجه غربی و از قطب جنوب (۹۰ درجه جنوبی) تا مدار ۶۰ درجه جنوبی را در بر می‌گیرد.

#### آرژانتین
جنوبگان آرژانتین بخش مورد ادعای آرژانتین است که شبه‌جزیره جنوبگانی و محدوده‌ای مثلثی‌شکل را دربر می‌گیرد که تا قطب جنوب (۹۰ درجه جنوبی) ادامه می‌یابد و میان نصف‌النهارهای ۲۵ درجه تا ۷۴ درجه غربی و مدار ۶۰ درجه جنوبی واقع شده‌است.